# Michael von Schmude
Michael von Schmude (* 19. November 1939 in Berlin; † 30. August 2024) war ein deutscher Politiker. Er war von 1983 bis 2002 Mitglied des Deutschen Bundestages.
Er wurde für die Christlich Demokratische Union Deutschlands (CDU) über ein Direktmandat im Wahlkreis Herzogtum Lauenburg in Schleswig-Holstein gewählt. Er war Mitglied des Kuratoriums der Otto-von-Bismarck-Stiftung und gründete 1997 den Verein zur Förderung der Otto von Bismarck-Stiftung, den er 15 Jahre leitete.
Von 1987 bis 2003 war er Mitglied der Parlamentarischen Versammlung des Europarates.